# 朝鮮学校
朝鮮学校（ちょうせんがっこう、朝: 조선학교）とは、朝鮮民主主義人民共和国（北朝鮮）を支持する在日朝鮮人組織である在日本朝鮮人総聯合会（朝鮮総連）と傘下団体の指導のもとで運営されている各種学校である。小学校中学校高等学校と称するところもあるが、いわゆる一条校ではない。
朝鮮学校は学校法人「朝鮮学園」が運営する認可学校である。
日本の学校教育法上、全校が学校教育法第134条の「各種学校」に分類される。朝鮮大学校を含めると全国に98校（4校休校中）あり、校長は教職同（朝鮮総連の傘下団体である在日本朝鮮人教職員同盟）に必ず加盟し 、朝鮮総連の傘下団体に加盟している。
韓国政府機関、韓国を支持する在日本大韓民国民団の機関紙である民団新聞では「朝鮮総連学校（朝: 조총련 학교）」と表記することもある。金日成と金正日の肖像画を掲げた教室で、北朝鮮式思想を学ぶ場所であることから「北朝鮮学校」ともされる。

## 概要
朝鮮学校の教育課程は、日本の学校制度（6334制）に準じて幼稚班・初級学校・中級学校・高級学校・大学校が設置されている。しかし日本の法律では、これらの教育施設は全て私立学校法に基づく各種学校（学校教育に類する教育を行うもので、所定の要件を満たす教育施設）であり、教育基本法6条・学校教育法1条に基づいた「法律に定める学校」(一条校)には該当しない。

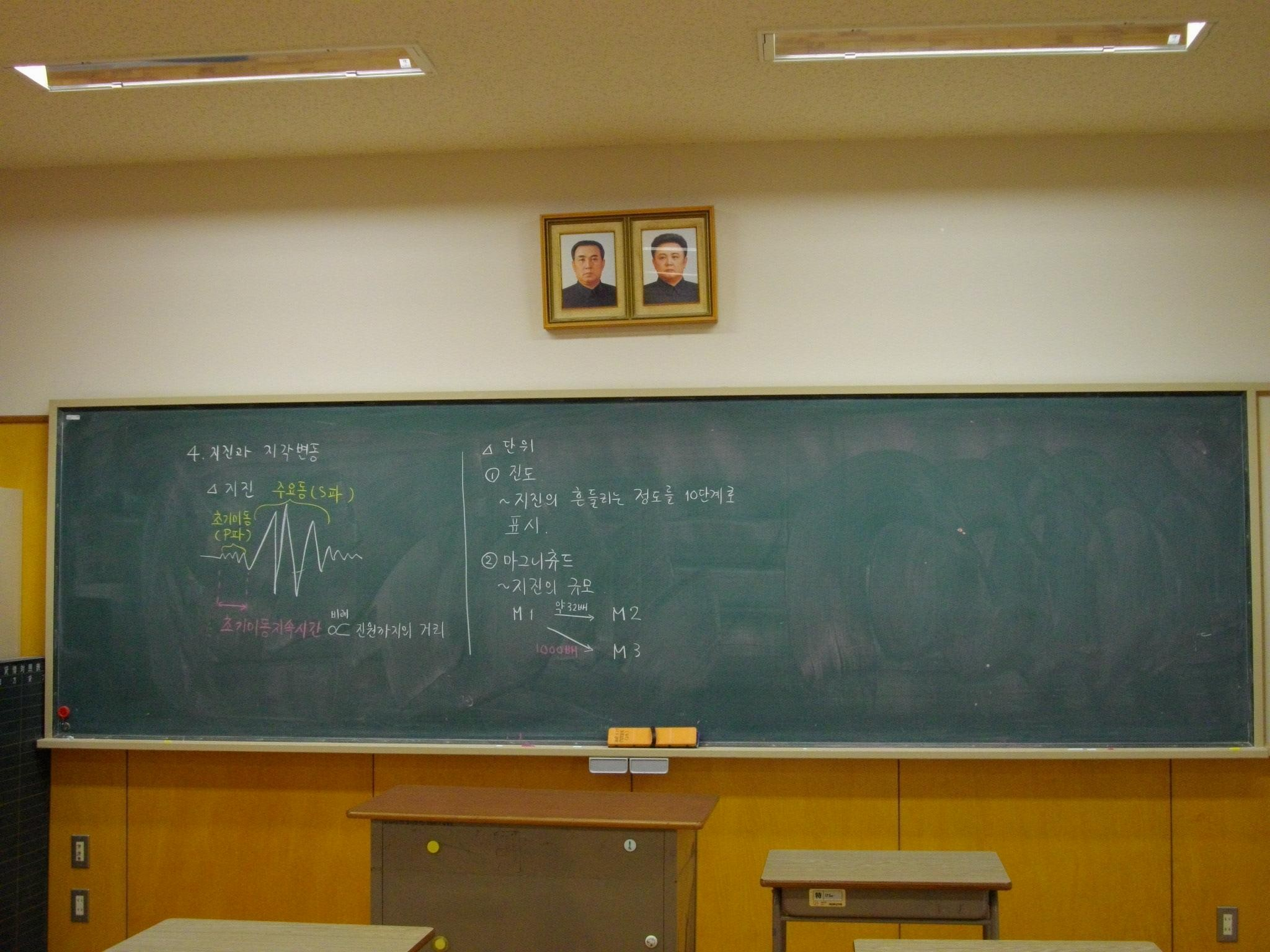
東京朝鮮中高級学校の教室

朝鮮学校は全国各地に設置されているが、各校の運営は都道府県毎にされている学校法人（例えば、東京都であれば学校法人東京朝鮮学園）によって管理されており、校長の人事や教育内容の決定といった全体の運営に関わる事項は在日本朝鮮人総聯合会（朝鮮総連）中央本部および朝鮮民主主義人民共和国（北朝鮮）の支配政党である朝鮮労働党が事実上決定している。2010年の産経新聞の報道によると、北朝鮮から、日本における朝鮮学校の教育援助費と奨学金（2010年の年間2億円、2010年までの累積460億円）が送金されていた。
在日韓国民主統一連合（韓統連）・主体思想派（韓国挺身隊問題対策協議会、略称「挺対協」）と連携。学校の運営では日本教職員チュチェ思想研究会全国連絡協議会や、日本人の金日成・金正日主義研究者と連携し、日教組や自治労傘下団体など日本人支援者も通じて日本の公職者・民間との交流を深めて都道府県と市区町村から手にいれた補助金など資金や新たな支援者を獲得してきた。

## (在日)韓国人や朝鮮人関係者による批判
韓国でも朝鮮総連の教育施設とみなされている。韓国政府・韓国外務省，在日本大韓民国民団（民団）は、朝鮮人学校を「朝鮮総連学校（조총련 학교）」と呼んでいる。中央日報は、金日成と金正日の肖像画を掲げてながら北朝鮮式思想を学ぶ場所であることから日本では「北朝鮮学校」と呼ばれることを報道している。

### 韓国政府機関所属者・韓国メディア
1986年の韓国外交文書によると、在日韓国人子弟の一部は民族教育を受ける目的で朝鮮学校へ入学している。総連側の家庭に生まれて朝鮮学校へ入学し、在学中に親や家族の一部が民団へ転向した後も、在学を続けるケースもある。韓国外務省は在日同胞らに対し、韓国学校または日本の学校へ通うよう説得している。
朝鮮学校に対する無償化要求には親北朝鮮が絡んでおり、韓国でも「金日成と金正日を称賛する朝鮮学校」の無償化要求デモへの賛同参加は問題になる。2016年に在日本朝鮮学校の最高教育機関朝鮮大学校は創立60周年行事の時に金正恩へ「日本と米国の壊滅を目指す」という内容の手紙を送った。同年9月に東京都が管理範囲内の全朝鮮学校11カ所を調査したところ、金日成・金正日への称賛内容が彼らの教科書には400カ所以上も残っていることが判明した。韓国でも2023年に日本への朝鮮学校無償化要求運動に参加する国会議員への批判が 韓国国会でも起きた。韓国政府機関では「朝鮮学校は朝鮮総連系の団体」と認定されており、南北交流協力法における「北朝鮮住民擬制」規定により、朝鮮学校のような「北朝鮮住民」との接触には韓国政府機関への事前接触申告が義務づけられている。これにも、無申告で違反していることも指摘された。
朝鮮日報は、2023年9月には上記には正義連の現理事長 も参加していたこと、彼等が挺対協(韓国挺身隊問題対策協議会)時代から朝鮮総連の在日本教育施設である「朝鮮学校」を支援してきたこと、朝鮮総連などとの頻繁接触していたこと、脱北従業員の北朝鮮送還要求、済州海軍基地設置反対、THAAD（終末高高度防衛ミサイル）設置反対などの特定活動団体に慰安婦支援目的で集めた金を寄付してきたことなどが問題報道された。正義連だけでなく、朝鮮総連主催行事の推進委員会は、2022年に「民主社会のための弁護士会（民弁）」「民族問題研究所」「民族和解協力汎国民協議会」「全国民主労働組合総連盟（民主労総）」「韓国労働組合総連盟（韓国労総）」「韓国進歩連帯」などで構成されていた。推進委側は、朝鮮総連主催行事の最中に「（韓日政府は）平和に対する両国市民の努力と熱望を踏みにじり、（韓日および韓米日）軍事同盟に拍車をかけ、周辺国との敵対を強要している」と主張をした。

### 民団・民団所属者
在日本大韓民国民団は機関紙「民団新聞」にて、朝鮮学校について、子供たちに金日成･金正日･金正恩の3代を崇拝させ、独裁と朝鮮総連のために貢献する人材を育成する「金日成民族教育」を行っており、捏造された歴史を教えていると批判している。また、在日本大韓民国民団は、「朝鮮戦争（6・25動乱）が米韓の侵略が発端である」「大韓航空機爆破事件（KAL機事件）は韓国の捏造である」などという虚偽を教えていること、北朝鮮によって実行されたミャンマーアウンサン韓国要人爆殺事件（ラングーン事件）と日本人拉致事件を教えていないことを問題視している。そのため、「洗脳教育」であるとして、現行の朝鮮学校に対する税金による支援金支給の中断、「民族教育及び人権弾圧である」と主張する人々の要求する朝鮮学校を無償化に含めること、補助金支援への反対を表明している。

### 卒業生
2010年にはNPO「救え！ 北朝鮮の民衆/緊急行動ネットワーク」（RENK）の李英和代表が行った文部科学省での会見で、朝鮮学校の教育内容について、「民族教育に値しない思想教育」と批判している。高校の3年間朝鮮学校に通っていた在日二世で北東アジアジャーナリストの高英起は、朝鮮学校の教育について、「北朝鮮のための教育」と述べている 。朝鮮学校側は学校運営構成員の4割が韓国籍であると主張しているが、高は彼らは2003年以降に韓国籍を取得した者たちであり、彼らは韓国籍となった後も朝鮮総連との関わりから離脱していないため、実態の構成は100％朝鮮総連関係者であるだろうと述べている。更に学生数に比例して朝鮮学校に日本国民の税金が投入されても健全に使われるか疑問があると語っている。
朝鮮学校は、多くの在日同胞が北朝鮮から離れて北朝鮮系在日組織が弱まる中、朝鮮総連組織が日本国内で存在維持するための事実上唯一の希望であるものの、朝鮮学校を卒業した親さえも子供を送らないようになり、2019年時点で生徒数大幅減少や規模縮小している。

#### 脱北者
在日朝鮮人2世として産まれ、朝鮮学校に通い、北朝鮮へ帰国したが、2003年に脱北した川崎栄子によると、朝鮮学校の教室には金日成の肖像画がかかっていて、愛国歌と金日成の歌を最初に教えられ、最初から最後まで授業ごとに「北朝鮮は地上の楽園である」と宣伝していた。朝鮮学校における北朝鮮宣伝のために「韓国の李承晩政権が倒れたら金日成が韓半島を統一し韓半島全体が社会主義体制になる」と考えるようになり、自分自身が北朝鮮の社会主義体制を実際に体験しなければならないと思い込まされたこと北朝鮮への帰国事業を希望するようになった。帰国事業参加直前、当時高校3年生の17歳だった川崎は家族より先に一人で北朝鮮へ行くこととなったが、「宣伝で北朝鮮は地上の楽園であるとすり込まれていたため、不安は全くありませんでした」と語っている。「北朝鮮は税金の無い国」との宣伝のために北朝鮮に渡ったが、実態は「人権の無い国」であったと告発している。

### 朝鮮学校関係者
元朝鮮大学校副学長朴庸坤によると、1972年、金日成の還暦祝いとして、北朝鮮当局から傘下組織ごとに命令が下された。そのうち朝鮮大学校には、在日本朝鮮青年同盟60名の自動二輪オートバイ隊、200名の男女大学生を北朝鮮に送れとの指示がなされて、朝鮮学校の学生およそ260人が1972年に北朝鮮に送られた。2年後、教員訪問団の一員として初訪朝した朴は、日本統治時代でもありえなかったやせ細った住民・送還者や家畜、電気も水道もないような農村を実見し、本来の社会主義思想に反する金一族崇拝強制の実態に絶望して日本で自分が考えていた社会主義が北朝鮮には存在しないことで目が覚めたと語っている。

### 北朝鮮特派員
しんぶん赤旗の平壌特派員だった萩原遼は、在日家族へ朝鮮学校へ入学させないと自分たちが強制収容所に送られるなどと北朝鮮にいる親族が「説得」しているとして、朝鮮学校が全て潰れれば日本の学校または民団の学校（韓国学校）に行けるとし、「早く朝鮮学校をつぶしてほしいと言っている」との脱北者・在日家族の証言を紹介している。

## 指導方針
日本語の禁止・生活総和

朝鮮学校は生徒及び教職員の「日本語科目」の時間を除き、日本語の使用を基本的に禁止している。
思想教育

公安調査庁によると、朝鮮学校では、北朝鮮の発展ぶりや主体思想・先軍政治を称賛する教科書『現代朝鮮歴史』を使用しているほか、初級部4年生以上中級部3年生までの生徒を在日本朝鮮少年団（ピオネール）へ、そして高級部からは在日本朝鮮青年同盟（朝青）に義務的に所属させられる。
朝鮮学校は、2013年に発生した張成沢粛清の事件後も、生徒121名からなる代表団を北朝鮮に派遣する事業を継続し、「私たちの朝鮮学校と朝鮮総連をお守りくださる金正恩元帥様だけに、地の果てまでもついていく」「金正恩先生だけを頑なに信じる」と宣言し、今後も民族教育のために独裁政権を支持するとの意思表示が朝鮮中央テレビによって配信された。
北朝鮮チームの応援
日本で行われる北朝鮮のスポーツチームの応援には、付近の学校単位で参加している。さらに、対戦相手が日本の時も北朝鮮側のスタンドで立ち上がって北朝鮮の国歌を歌い、北朝鮮の国旗を振り回して北朝鮮チームの応援をしている。

## 学校種別
朝鮮学校は大学校、高級学校、中級学校、初級学校、幼稚班に区分されるが、これらの名称は一条校の大学、高等学校、中学校、小学校、幼稚園に該当するものではなく、独自に朝鮮学校が名乗っているものである。
大学校
大学水準の教育を行う朝鮮学校の「最高学府」朝鮮大学校（東京都）一校のみ。研究院（大学院に相当）、短期学部（短期大学に相当）もある。
ちなみに韓国の光州には、私立の4年制大学として同名の「朝鮮大学校」が存在するが、当然ながら関連性は全くない。

高級学校
15歳から18歳までの生徒が在籍する。3年教育。各学校では高級部と呼ばれる。全国に十校あるが、多くは中級部と併設されている。

中級学校
12歳から15歳までの生徒が在籍する。3年教育。中級部と呼ばれる。

初級学校
6歳から12歳までの児童が在籍する。6年間教育。初級部と呼ばれる。

幼稚班
未就学児が通う施設。単独で存立しているのは小倉朝鮮幼稚園（福岡県）のみで、他は全て初級学校に附設されている。

## 朝鮮学校の特徴

### 教育施設としての位置づけ
学校法人が設置しているものであるが、朝鮮学校は日本国内に居住する外国人をもっぱら対象とする教育施設とされている上に、文部科学省が定めるカリキュラムを満たしていないため、学校教育法による「一条校」ではなく各種学校として設置されている。
朝鮮学校の高級部（朝鮮高級学校）の課程を修了しただけでは、日本の大学入学資格は生じない。また、学歴上の高等学校卒と公的には認められない。ただし、法令の規定に基づいて各大学が個別に、「文部科学大臣の定めるところにより、高等学校を卒業した者、中等教育学校を卒業した者等と同等以上の学力があると認められる者」として、朝鮮学校の高級部（朝鮮高級学校）の課程を修了した者に出願資格を与えることがある。私立大学や公立大学は認めている学校が多いが、国立大学は近年まで認めていなかった。
だが、2003年8月11日の『文科省方針「大学入学資格の弾力化について」についての見解』によって、外国人学校卒業者が高等学校卒業程度認定試験を経ることなく、国立大学を受験する資格を認める方針が打ち出された。
また、中級学校卒業後の私立・公立高校への進学は都道府県教育委員会及び各私立学校の判断により認めているところが多い。ただ、朝鮮学校では高級学校までは進学させることを原則としている。また、かつては高級学校においても朝鮮大学校への進学を前提とした教育がおこなわれていたが、最近では日本の大学受験をめざす生徒のための教育もおこなっている。特に広島朝鮮初中高級学校では、他の朝鮮学校・高級部（朝鮮高級学校）とは異なり、1990年より日本の公立の通信制高校への同時入学制度を独自に設け、高級部に通いながら、同時に広島県立西高等学校（通信制）の授業も受けることで、卒業時には日本の高校卒業資格の取得をしている。2014年3月には愛知朝鮮中高級学校高級部がクラーク記念国際高等学校の通信制課程を取り入れ、同校卒業式でクラーク記念国際高校の卒業証書授与式が同時に行われたことを公式に明らかにした。

### 運営資金
北朝鮮は1950年代後半から2017年までに朝鮮学校に対し計163回、総額480億599万390円の資金提供をおこなっており、2017年にも最高指導者の金正恩の名義で2億1880万円の「教育援助金と奨学金」を送金している。
また日本の地方自治体も独自の判断で朝鮮学校に資金提供をしている。日本政府は1949年10月12日に「朝鮮人の設置する学校の経営などは自らの負担によっておこなわれるべきで、国や地方自治体が運営資金を助成する必要は当然にない。」とする「朝鮮人学校処置方針」に関する閣議決定を行っているが、2009年（平成21年）度予算では全国の自治体が総額8億円以上の補助金を支給し、2014年（平成26年）度予算でも全国の18の道府県と114の市区町の計132の地方自治体が総額3億7200万円の補助金を朝鮮学校に支給した。
2016年（平成28年）度予算案でも全国117の自治体で総額3億円超の補助金が計上されている。しかし北朝鮮からの支援の滞りによって朝鮮学校は資金難に陥っており、朝鮮学校関係者は地方自治体や日本政府にさらなる資金援助を強く求めている。2009年の事例では、埼玉県深谷市が市の財政悪化を理由として朝鮮学校への教育助成金の支出を中止していたが、朝鮮学校関係者の強い要請によって方針を撤回し最大で2倍になる教育助成金を朝鮮学校に支給することになったという経緯もある。

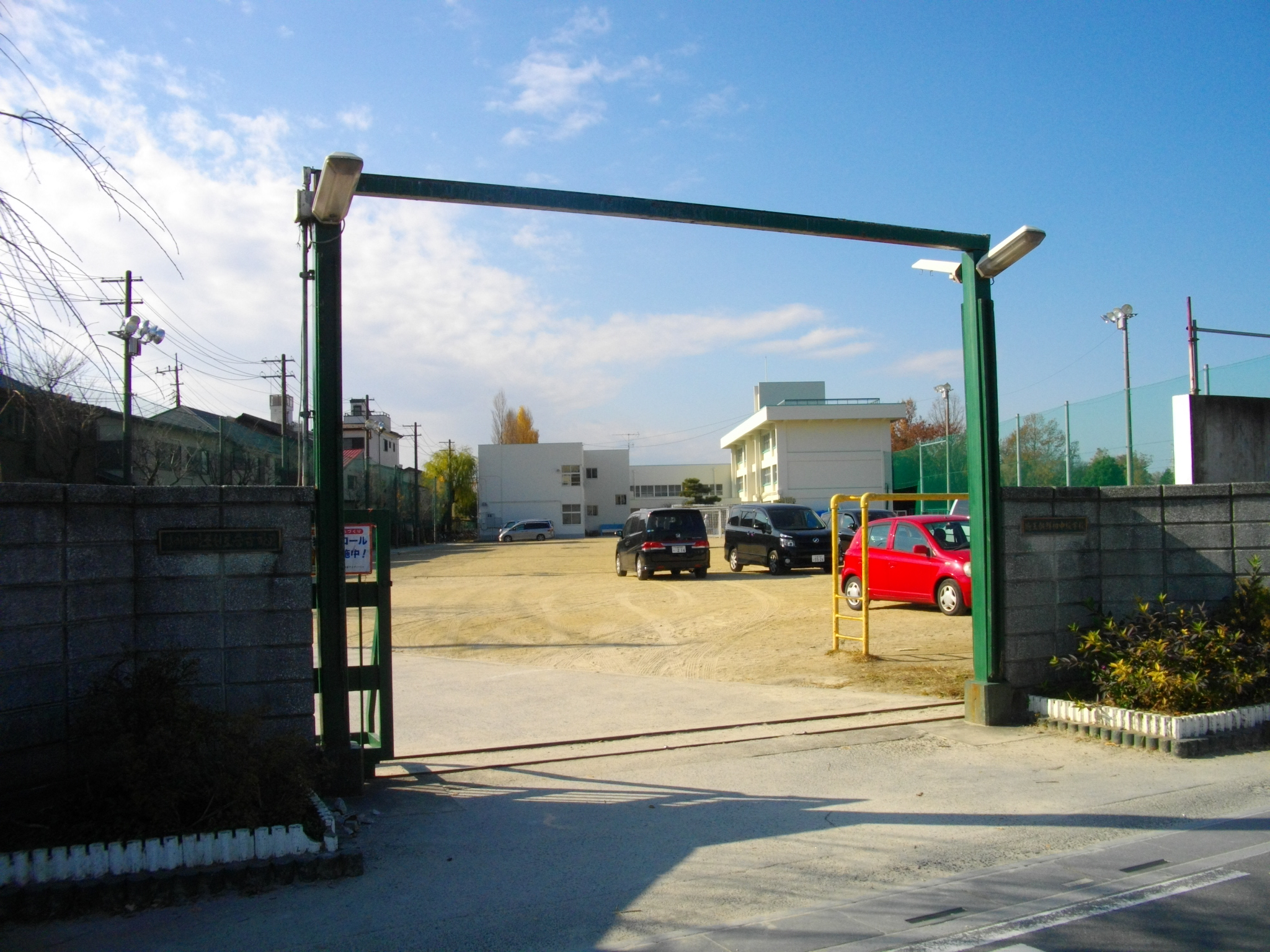
埼玉朝鮮初中級学校

地方自治体の補助金は、神奈川県のように教育を受ける在日朝鮮人本人またはその家族に対する支援として支出する場合と、福岡県のように朝鮮学校を設置する学校法人に対して助成金を支出する場合がある。補助金の支給に対しては日本国憲法第89条の解釈問題（私学助成に関して「公の支配に属」することを緩やかに解しない立場）等から問題視する意見もあるが、判例上は違法とされていない。同時に、補助金の公布要件を新規に設けて支給を停止する地方自治体の決定についても、2017年時点の判例では「行政の裁量の範囲内」として認められている。
また、朝鮮総連は、外国人学校（民族学校）に対する寄付金を税制上損金扱いとしないことに異議を唱えているが、外国人学校を設置しているかどうかを問わず、学校法人に対する寄付について損金扱いが認められるためには、一定の手続きが必要とされている。
朝鮮学校の運営状況や実態に関しては、国連の社会権規約委員会が「委員会は、かなりの数の言語的少数者の児童生徒が在籍している公立学校の公式な教育課程において母国語教育が導入されることを強く勧告する。さらに委員会は、それが国の教育課程に従うものであるときは、締約国が少数者の学校、特に在日韓国・朝鮮の人々の民族学校を公式に認め、それにより、これらの学校が補助金その他の財政的援助を受けられるようにし、また、これらの学校の卒業資格を大学入学試験受験資格として認めることを勧告する」との見解を表明している。
朝鮮学校が慢性的な運営資金難に陥っているのは、学費無料の公立学校に通わせる保護者が増えたこと、「偏向」が指摘される教育内容によって周囲からの批判や将来への懸念を招いたり、進学の面で不利になる（近年になって国公立大学受験資格が原則的に認められた）ことなどが理由として考えられる。これにより、朝鮮学校を忌避する傾向が現れ、朝鮮学校在籍者数・割合ともに減少したことで財政基盤が悪化し、各地で学校の休校（廃校）・統合を招いている。

#### 自治体の朝鮮学校への無償、格安貸与
自治体が保有する公有地を無償あるいは著しく安い賃料で貸していたという事例がある。
大阪府大阪市が中大阪朝鮮初級学校を運営する学校法人「大阪朝鮮学園」に対し、約50年にわたり市有地である同学校の用地4957平方メートルを無償で貸していたことが判明した。大阪市の試算によると10年契約で貸した場合、年間賃料は230万円になる。
兵庫県尼崎市が学校法人「兵庫朝鮮学園」に対し、尼崎朝鮮初中級学校の敷地となる市有地（約7850平方メートル）を年間28万円という相場の約100分の1の賃料で1966年の契約以来45年間貸していた。その後、訴訟となり学園側の土地購入と2013年から2017年分の土地使用料約2000万円の支払いで和解した。
伊丹市が学校法人「兵庫朝鮮学園」に対し、伊丹朝鮮初級学校の用地として市有地約4150平方メートルを相場の約20分の1の賃料、月額約4万円で貸していたことが判明した。また、伊丹朝鮮初級学校創設の際には木造平屋建て約400平方メートルの校舎や机等の備品などを無償譲渡をしていた。市有地の標準賃料によれば月額74万5600円になる。

### 制服
男子生徒の制服は、中高生用として、ごく一般的な意匠の学生服が採用されていることが多い。
女子生徒の制服として、かつては民族衣装のチマチョゴリ風制服の着用が義務付けられていたが、1994年5月から6月にかけて発生と主張するチマチョゴリ切り裂き事件などを理由に、「生徒の安全を考慮した」として1999年4月より、多くの朝鮮学校で通学時のチマチョゴリ風制服着用が任意に変更された。
一般的な校則ではチマチョゴリ風の第一制服とブレザーの第二制服が定められており、校内で前者、通学時に後者が使用される。しかし本人や家族の希望があれば第一制服を着用して通学することも可能である。

### 生徒数
1970年代初頭には4万6000人を数えた全国各地の朝鮮学校の生徒数は、2004年度には1万1500人、2008年2月時点では1万1000人。2016年5月時点の児童・生徒数は6185人で、うち高級学校生徒数は1389人。2019年5月時点の児童・生徒数は5223人（幼稚部から高級部までの合算）。朝鮮籍子弟が朝鮮学校に通う割合は年々減少し地域によって差があるが1～3割といわれている。

### 教員
朝鮮学校の教員は、大多数が朝鮮大学校の卒業生であり、日本の大学を卒業した者（教職課程を経た教育職員免許状所持者など）もいる。朝鮮大学校が各種学校であり、日本の教職課程の認定を受けていないため、朝鮮大学校卒業生は日本の法令に基づく正規の教員免許は所持しておらず、よって一条校認可以前に教員免許を所持する教員の確保の問題が将来的に発生するとされる。

### 進路
高級部卒業後の進路は、主に朝鮮大学校や日本の大学等への進学、就職である。
朝鮮大学校の教育学部は、朝鮮学校の初級部の教員養成を目的とし、文学部朝鮮語学科は朝鮮学校の国語(朝鮮語)教師の養成を目的とし、外国語学部は朝鮮学校の英語と日本語の教師の養成を目的とし、他の学部も朝鮮学校の教師になるものがかなり多い。だが、近年では日本企業や韓国企業への就職をするものもいる。
朝鮮学校中級部から高級部への内部進学を希望せず、日本の高等学校の受験をする者もいるが、朝鮮学校が一条校として認められていないため、内申書が認められず、進学することが難しい場合がある。しかし、その「内申書が認められず」という点に関しては、そもそも朝鮮学校の中級部が日本の公立や私立の高等学校へ進学を希望する生徒や保護者の要望に対して甚だ非協力的であったり、端から日本の高等学校への進学に向けた学校としての受験指導能力自体が欠如しているというのが実際の内情である。だが日本の高等学校の多くは、その内情を見抜き、救済の意味合いも含めた独自の判断で朝鮮学校中級部出身者を受け入れている。
また、教育内容や学校運営に関して外部からの干渉を嫌う朝鮮総連中央常任委員会や朝鮮総連中央教育局の朝鮮学校への教育・運営指針を無視した形で、1990年から逸早く日本の通信制高校への同時入学制度を独自に設け、卒業時に日本の高校卒業資格が得られる広島朝鮮初中高級学校高級部や愛知朝鮮中高級学校高級部以外の朝鮮学校高級部の生徒達は、進学や各種資格試験に要する日本の高校卒業資格が必要な生徒に限り、あくまで個人的に朝鮮学校高級部在学中から日本の通信制高校でのダブルスクールを行ったり、卒業後に3年次へ編入（1年間の在籍）し当該通信制高校の卒業として高校卒業資格を取得するか通信制高校を経ずに文部科学省が実施している高等学校卒業程度認定試験を受験する。
広島朝鮮初中高級学校高級部や愛知朝鮮中高級学校高級部のような日本の通信制高校への同時入学制度は、近年になってやっと明らかになったことであり、当該校を運営する朝鮮学園の学区やその周辺地域以外に居住する在日同胞社会ではほとんど知られていなかった。その背景には、1949年の朝鮮学校閉鎖令に伴い一時的に日本の公立学校とされ、日本人教職員による授業の実施をせざるを得なかった屈辱的な過去や、元来からの在日同胞社会における日本の公教育に対する否定的な考えと「在日同胞社会における民族幹部の養成」を担うことを謳う在日朝鮮人子弟の民族教育としての基本的な在り方や、朝鮮学校の存在意義（存続理由）の観点がある。現実よりも建前を重んじる朝鮮総連の各都道府県本部からの前時代的な指針による干渉を受けている地域の朝鮮学校高級部においては、在日同胞社会を取り巻く時勢や現実問題に対応した救済的制度が設けられていないのが実情である。
このような各朝鮮学校間における格差の是正や多くの矛盾を内包した諸問題に対しても、朝鮮総連の中央本部や各地方本部の教育局などでは、組織への内部批判や組織間の対立激化を憂慮し積極的な議論は意図的に避けられ、問題が大きく表面化することなく今日に至っている。

## 朝鮮学校に対する批判
警察庁の「北朝鮮の対日諸工作」の項目によると、朝鮮総連は、朝鮮学校を用いた日本における民族教育を自らの組織建設の起点と位置付けている。日本政府による助成金支給対象に朝鮮学校学生を含めるために、支持者らと共に日本国中央省庁に対する街頭宣伝、集会等の要請デモをしている。

### 教育内容・教育課程への批判
朝鮮学校で使用される教科書は、日本の文部科学省が示す学習指導要領に沿った検定教科書ではない。この教科書は朝鮮民主主義人民共和国の歴史だけでなく、朝鮮総連の歴史にもふれているが、一貫しているのは本国と同じく金日成、金正日父子への礼賛と一体化という命題である。教科書では、北朝鮮による核開発や光明星を発射したことを受けて、「日本政府が朝鮮総連を瓦解させようと謀略活動をした」などという本国の朝鮮中央放送が報じる見解と全く同じものが記述されていたり、金日成は194回、金正日は107回に渡って「敬愛する」「偉大な」などの修飾語を付して繰り返し記述されている。また、日本人拉致問題については、2002年9月の日朝首脳会談で金正日総書記が拉致の事実を認めて謝罪して以降、朝鮮総連も「絶対に許されない犯罪行為」（当時の徐萬述議長）と謝罪し、朝鮮学校の教科書も翌年度から改編したとされてきたが、2003年初版発行の教科書の記述に「拉致は犯罪」という認識はまったく見られないという。
教科書の作成は学友書房が朝鮮大学校の協力のもと行い、朝鮮民主主義人民共和国教育省も関与している。これについて産経新聞などは「検閲」と批判する。一方で世界人権問題研究センター(京都市)の呉永鎬は「編集権はこちら側にあり、本国はほぼチェックだけ」さらに朝鮮戦争直後ですら「放物線運動を習うのに、戦車の弾道の挿絵があるなど、朝鮮学校の教員から批判」されたと証言しており、介入の有無や程度は不明瞭である。
朝鮮学校は朝鮮語と「民族教育」を一義的に学ばせる教育機関としての傾向が強い。朝鮮学校内では授業はもちろん日常会話でも朝鮮語を使用し、日本語は外国語教科として教えられている。内容は日本の国語教科書に出てくるものとほぼ同じであるとされるが、日本の「現代文・現代国語」に相当する領域ではプロレタリア文学の比重が高い。民族教育の割合は35%と高く、ほとんどすべての科目において、北朝鮮の最高指導者である金日成・金正日父子に対する忠誠教育が施され、到達目標とされている。また、卒業生の中には「非常識な教育だった」、「自分が一般の教育レベルから落伍し、常識面でも適応できなかった」などと語る者も少なくない。
朝鮮学校に対するこうした批判は、長らく学校在籍者や保護者などから出ていた。これに対し朝鮮学校側は、カリキュラムの更新などで一定の応答を見せたとされる。中井洽国家公安委員長・拉致問題担当大臣（当時）は「全生徒に対して放課後に先軍思想や主体（チュチェ）思想の洗脳教育を行っている」と主張した上で、「朝鮮学校の授業料無償化によって、日本国の支出が朝鮮総連から金正日総書記に渡る」と述べた。
日本政府独自の経済制裁措置に伴った万景峰号の入港禁止措置が解除されていない2014年現在も、高級部3年次に「祖国訪問」と称する北朝鮮への修学旅行が全国の朝鮮学校高級部で実施されている。
2010年11月17日の参院予算委において公安調査庁は、朝鮮総連は朝鮮学校の民族教育を愛国運動の生命線と位置づけ、北朝鮮と朝鮮総連に貢献しうる人物の育成に励んでいるという認識を示し、朝鮮総連が朝鮮学校の教育内容、人事、財政、教科書（朝鮮総連傘下の出版社）に及んでいることを示した。東京都の調査によれば、朝鮮学校の教育内容は、現代史教科書に「敬愛する金日成主席様」「敬愛する金正日将軍様」という表現が全409ページ中353回も出てきており、学校施設の一部を朝鮮総連支部の事務所として無料で長年使用させるなど、財産管理が不適切であることを指摘されている。
朝鮮学校における教育内容に対して、北朝鮮における教育と同様に、金日成・金正日父子の肖像画を教室に掲げたりと金父子を神格化しているという批判や、北朝鮮の立場を盲目的に支持する傾向・反日的傾向があるとの批判がある。スパイ事件として有名な辛光洙事件と李善実事件に共通するのは、在日朝鮮人の帰還事業により北に渡った者や帰化者はもちろん、日本に住んでいる朝鮮総連と関係するすべての人々の身上記録を労働党が工作に活用したことである。朝鮮総連の活動家たちはみな、組織に自叙伝を出すこととなっている。「朝鮮日報」は朝鮮語を学べるという単純な考えで、「民族教育」をさせる朝鮮学校に子どもを入れる行為は、子と家族を将来、北朝鮮の工作対象にする結果となりうることを忘れてはならないとの警告を発している。
関西大学経済学部の教員で在日朝鮮人三世の李英和は、インタビューで「朝鮮学校に通っている者のほうが、かえって北朝鮮に対する批判精神を持っている。北朝鮮民主化を目指す団体『救え! 北朝鮮の民衆/緊急行動ネットワーク（RENK）』の主要メンバーも朝鮮学校の出身者である」と語っている。
1987年から毎年新年に朝鮮学校の子供たちを平壌に連れて行って、「我が祖国を宇宙強国に輝かせ、世界がうらやましく思う誇りをもたせてくれた金正恩元帥様が恋しく、本当に恋しく、私は祖国にやってきました!」と朝鮮学校生徒にソルマジ公演（迎春公演）という金一族を崇拝させる公演活動を行っており、こうした活動は脱北者やその支援者などから批判されている。ジャーナリストの萩原遼が翻訳して指摘した「敬愛する金日成主席様」「敬愛する金正日将軍様」との金一族崇拝や日本人への憎悪を煽って、北朝鮮への忠誠心を育成する洗脳教科書を使った教育について、脱北者の高政美は、「朝鮮学校の教育は、私が北朝鮮で受けた洗脳教育と同じ」と指摘している。また、「北朝鮮帰国者の生命と人権を守る会」の代表で元大阪経済大学准教授の山田文明は「北朝鮮を崇拝する組織に強制加入」「『元帥様の幼き日々』といったレクチャーなど金王朝礼賛の洗脳教育が頻繁に行われている」ことを批判している。脱北者を支援する「アジアン・リポーターズ」代表の蒲生健二は「朝鮮学校側は関与を否定しているが、校長が引率して、金父子の銅像に頭を下げさせている」と洗脳教育を「民族教育」だと主張して在日朝鮮・韓国人に教え込んでいることを批判している。「アジアン・リポーターズ」は、朝鮮学校を支援する日本人を「本来人権を大事にするリベラルから多くの声が上がっても良いはずなのに、理解に苦しむことにダンマリが続きます」と指摘している。
しかし、上記の証言が朝鮮学校全般に当てはまるかどうかは疑わしい。例えば毎日新聞が滋賀朝鮮初級学校を2017年に取材した時「金日成達の肖像は見当たらない」と記している。

### 児童公園の不許可占有
京都朝鮮第一初級学校が、1960年から2011年まで隣接する公園に朝礼台やサッカーゴールなどを設置し、不許可で占用していた。これについて2009年12月4日、市民団体が抗議を行った。翌2010年、朝鮮学校の当時の校長には都市公園法違反で罰金刑が科され、一方、抗議者は威力業務妨害容疑で逮捕された。

### 税金からの補助金
11都道府県に64校あり、2019年には2億960万円の補助金が支給された。一方で、経営難の韓国学校などは一条校になって日本の教育課程を遵守する代わりに、国から補助金を受けている。

#### 朝鮮学校の高等学校等就学支援金対象除外に関する問題
2010年4月から施行した公立高等学校に係る授業料の不徴収及び高等学校等就学支援金の支給に関する法律及び公立高等学校に係る授業料の不徴収及び高等学校等就学支援金の支給に関する法律施行規則（以下「省令」）では、外国人学校も就学支援金支給の対象としているが、朝鮮学校の高級部は省令1条1項2号（ハ）「文部科学大臣が定めるところにより、高等学校の課程に類する課程を置くものと認められるものとして、文部科学大臣が指定したもの」に相当する可能性はあるものの（こちら参照）、民主党政権下では審査の結論が出なかった。
2012年衆議院議員総選挙の結果、自由民主党が与党とする第2次安倍内閣が発足後、また、文部科学大臣下村博文は、省令1条1項2号（ハ）の削除を検討している旨の発言をしたが、その場合でも、同様のコリア国際学園などについて経過措置を取り、対象から外さないこととした。2013年2月、文部科学省は、国内外の報道や公安調査庁の報告書などを根拠に、朝鮮学校について「北朝鮮や朝鮮総連との密接な関係が疑われ、就学支援金が授業料に充てられないことが懸念される」として、10の朝鮮高級学校を不指定とした。

#### 支援金除外に反対する側の意見
- 朝鮮総連はこの問題をめぐり、北朝鮮の金正日の意向を受け、全国の朝鮮学校幹部らに就学支援金の支給対象を獲得する運動を展開するよう指示を行っている[14]。
- 社民党、公明党、日本共産党は支給対象からの除外に反対を表明していた[69][70][71]。
- 日本各地にある朝鮮学校の生徒は、社民党の又市征治参議院議員、「日本朝鮮学術教育交流協会」の中村元気会長、「朝鮮の自主的平和統一を支持する長野県民会議」の伊藤晃二会長代行らを引き連れて文部科学省を訪問し、朝鮮学校を支援金除外の対象にしないよう求めた[72]。また、衆議院第一会館で開催された「高校無償化」 院内集会には民主党の石田芳弘衆院議員、緒方林太郎衆院議員、瑞慶覧長敏衆院議員が参席し、必ず「無償化」を勝ち取ろうと訴えた[73]。
- 日本高等学校教職員組合（一橋派）は「高校授業料無償化は教育を受ける権利を社会的に保障する立場から実施されるものであり、政治的理由から特定の学校を排除することはあってはならないことです」として除外に反対している。
- アムネスティ・インターナショナル日本や自由人権協会は、朝鮮学校高級部について就学支援金支給の対象に含めることを要求している。
- 毎日新聞や北海道新聞が社説で朝鮮学校を就学支援金支給の対象から外すことを非難した[74][75]。
- 井戸敏三兵庫県知事は「朝鮮学校とほかの外国人学校と差を設ける必然性は、本県としてはない」とし、国が朝鮮学校を支給対象から外しても、県単独の補助金分は支給することを明言した[76]。
- 浅野健一同志社大学教授は、平壌で開催された「日本の反人倫犯罪の被害者たちによる証言集会」において、日本政府が高校無償化から朝鮮学校を除外することは「日本が国連加盟国の資格まで失う暴挙になる」と批判した[77]。
- 2010年3月10日、日本キリスト教協議会、部落解放同盟中央本部、ナヌムの家、女たちの戦争と平和資料館、反差別国際運動、アジア女性資料センター、東京都学校ユニオン、韓国強制併合100年共同行動、財団法人 日本YMCA同盟などの団体が、朝鮮学校を「高校無償化」制度の対象とする共同要請を鳩山由紀夫総理大臣に提出している。

#### 支援金除外を求める側の意見
- 自民党や国家公安委員会委員長の中井洽は、北朝鮮による日本人拉致問題や核問題によって、日本政府として経済制裁を行っていることから就学支援金支給の対象から外すべきとの声や、朝鮮学校の個人崇拝の強制などの教育内容を問題視する声[78]、「北朝鮮とは国交がなく、（授業料相当額を）学校が代理受領して子供に使われたか検証するすべがない」などの声が挙がっている[79]。
- 産経新聞は朝鮮学校と朝鮮総連との関係を指摘し、就学支援金支給の対象から外すべきだと主張した。そのため、朝鮮学校は記者会見に産経新聞を参加させないことを通達した[80]。
- 橋下徹大阪府知事は、就学支援金支給の対象から朝鮮学校を除外することを表明。北朝鮮からの非難に対しては「拉致被害者を返してくれたら話に応じる。朝鮮学校の子供を泣かせたくないのなら、本国はしっかりしてくれ。泣かせないために何ができるか、考えてほしい」と応じた。2010年8月11日にも「北朝鮮との関連性や権力崇拝をやっている学校が認可に値するのか、そもそも論で考えないといけない」と改めて慎重な姿勢を見せた[81]。
- 韓国の脱北者団体「NK知識人連帯」は「朝鮮総連系の学校は純粋な民族教育を離れて、金日成、金正日父子を偶像化する教育のみに重点を置くイデオロギー洗脳場である」として、日本政府に対し無償化を適用しないよう求める建議書を提出した[82]。
- 朝鮮学校の卒業生の中にも、教育内容への不信などを理由に補助金の打ち切りを支持する者がいる[83]。

#### 司法判断
朝鮮学校を無償化の対象から外すことが適法か否かが問われていた裁判で、2019年08月27日、最高裁は文部科学省の対応は違法であると主張する卒業生らの上告を退けた。これにより、2018年10月に東京高裁が「朝鮮学校に対しては教育内容や人事に朝鮮総連が影響を及ぼしており、文部科学省が行った無償化除外の対応は裁量権の範囲を逸脱したものとはいえず適法である」とした判決が確定した。
また、別の卒業生らが起こした同様の裁判でも、2020年9月3日に最高裁が卒業生らの上告を退け、「朝鮮学校は朝鮮総連や傘下団体の介入により、学校運営が『不当な支配』を受けている合理的な疑いがあり、文部科学省の無償化除外の対応は適法である」とする名古屋高裁の判決が確定した。これは文部科学省の無償化除外の対応を適法とする3件目の判決確定であった。
2020年10月3日、別の卒業生らが起こした同様の裁判で、福岡高裁は無償化除外は適法であるとする判決を下し、全国5地域で行われた裁判の高裁判決全てで原告敗訴が確定した。
2021年7月27日、最高裁は広島で起こされていた同様の裁判で朝鮮学校運営法人と元卒業生らで構成される原告の上告を退け、2013年以降に日本全国5地域で行われていた裁判全てで原告敗訴が最終的に確定した。

## 関連年表
- 1945年 - 第二次世界大戦終戦直後より、在日朝鮮人が朝鮮語による学習の場として「国語講習所」を設ける。
- 1946年 - 「国語講習所」が在日本朝鮮人連盟（朝連、朝鮮総連の前身となる組織）の学校（朝鮮人学校）に発展する。
- 1947年 - 連合国軍最高司令官総司令部総司令官ダグラス・マッカーサーは、日本政府に対して、「在日朝鮮人を日本の教育基本法、学校教育法に従わせるよう」に指令した。このころ在日朝鮮人の子供たちは、日本内地の教育により、朝鮮語の読み書きが充分にできなかったため、日本各地で国語講習会が開催され、文字と言葉を知ったものが先生となり、在日朝鮮人の子供たちに朝鮮語を教え、教材は独自に作成された。国語講習会は在日本朝鮮人連盟（略称は朝連）事務所や工場跡地、地元の小学校校舎などを借りて開かれた。その後、国語講習会は朝鮮人学校に改組され、学校は全国に500数十校、生徒数は6万余人を数えた。
- 1948年
  - 1月24日、文部省学校局長は各都道府県知事に対して、「朝鮮人設立学校の取扱いについて」という以下の骨子の通達を出し、朝鮮人学校の閉鎖と生徒の日本人学校への編入を指示した（朝鮮学校閉鎖令）。
    1. 在日朝鮮人も日本の公私立学校に就学する義務がある
    2. 私立学校は学校教育法で定める認可を受けなければならない
    3. 義務教育機関における各種学校は認めない
    4. 朝鮮語教育は課外で行っても差し支えない

  - 1月27日、朝連は第13回中央委員会を開催し、朝鮮学校閉鎖令に対し反対を表明した。さらに、「三・一独立運動闘争記念日」に合わせて、「民族教育を守る闘争」を全国で展開するように訴えた。
  - 3月1日、「三・一運動二九周年記念群衆大会」が全国で開催され、皇居前広場に8000人が結集した東京大会において朝連は、「1.朝鮮人の教育に干渉しないこと、2.朝鮮人の教育費は日本政府が負担せよ」との要求を表明した。
  - 3月31日、連合国軍最高司令官総司令部（GHQ）が山口県で朝鮮人学校に閉鎖命令。以後4月にかけて兵庫県・大阪府・東京都等でも同様の命令を発令。
  - 4月25日、学校閉鎖に対抗する実力行使として、在日朝鮮人と日本共産党員からなる1600人のデモ隊が大阪府庁に乱入。阪神教育事件（阪神教育闘争）に発展し、大阪市と神戸市に戦後初の非常事態宣言が出される。
  - 5月5日、文部省と朝連代表との間で、私立学校として朝鮮人学校を認可申請する線で妥結がなされる。
- 1949年 
  - 10月12日、日本政府が「朝鮮人学校処置方針」を閣議決定。「1. 朝鮮人子弟の義務教育を原則公立学校で行うこと」、「2. 朝鮮人学校に対し日本の教育法令を厳重に遵守させること」、「3. 1の原則から地方公共団体は朝鮮人学校を援助する必要がないこと」を定める[34]。
  - 10月19日、GHQの意向を受け文部省が朝鮮学校閉鎖令を発令。教育基本法・学校教育法違反等を理由として白頭学院の運営学校を除く朝鮮人学校93校に閉鎖、245校に改組を命令し、建物財産を接収[88]。
  - 10月19日以降、朝鮮人学校の一部が「公立の民族学校」としてそのまま存続したり、朝鮮人学校・朝鮮人のみに教育を行う公立学校の民族学級などに移管される[89]。
- 1950年代 - 韓国系・北朝鮮系がそれぞれ朝鮮人学校を再建。閉鎖を免れた韓国系学校の白頭学院は1951年に朝鮮系の学校として初の一条校となる。
- 1951年 - 王子朝鮮人学校事件、及び神奈川朝鮮人学校事件が起きる。
- 1955年 - 朝鮮総連発足。以後、北朝鮮系の朝鮮人学校は「朝鮮学校」として整備が進む。
- 1957年 - 西日本の朝鮮総連系在日商工人らによって秘密裏に工面された資金が、北朝鮮からの「第1次教育援助費・奨学金」という名目で送られてくる。以後、北朝鮮による「援助」は継続的に行われ、朝鮮学校の台頭と朝鮮総連支持者の拡大をもたらす。これに対し、民団支持者から韓国に対しても支援を求める声が出たが、韓国政府は積極的な支援をせず、内情に気付かぬまま教育費の援助を止めるよう北朝鮮へ抗議を行うに留める[90]。
- 1960年 - 各都道府県が朝鮮学校を各種学校として認可し始め、1975年までに全ての朝鮮学校が各種学校となる。
- 1965年12月28日 - 文部省は、在日朝鮮人子弟の学校教育について、民族教育を目指す朝鮮学校の各種学校不認可を通達[91]。
- 1970年代後半 - 学校数（初・中・高・大の課程別で161校）・生徒数（4万人を突破）がピークを迎える[92]。
- 1994年 - チマチョゴリ切り裂き事件が起きる。
- 2010年 - 高校授業料無償化・就学支援金支給制度開始に伴い、高級学校を支援金支給対象に指定するよう文科省へ申請を行う。
- 2012年 - 朝鮮学校問題に係る在日スパイ被疑事件が起きる。
- 2013年 - 文科省が支援金支給対象から朝鮮学校を外す処分を決定。その後、処分の違法性を巡り東京・大阪等全国5か所の地裁で学校関係者が訴訟（朝鮮学校無償化訴訟）を起こす[93]。
- 2019年 - 朝鮮学校無償化訴訟における最初の最高裁判決が下され、東京からの訴訟にて原告敗訴が確定[94]。以降、同年中に大阪[95]、2020年に名古屋[96]、2021年に福岡[97]と広島[98]からの訴訟にて同様の判決が下され、朝鮮学校側の主張が司法の場で否定される。
- 2019年 - 子ども・子育て支援法に基づいた「幼児教育・保育の無償化」（幼保無償化）事業が始まるも、朝鮮学校幼稚班は適用の対象外となる[99]
- 2021年 - 幼保無償化に関する国の新制度として、無償化の対象外だが一定の基準を満たす施設に通う幼児の保護者に対し、最大で月2万円を支給する制度が令和3年度より始まる。朝鮮学校幼稚班も対象になる可能性があるが[99]、同年7月末時点で幼稚班を制度の対象とした自治体は現れていない。

## 都道府県別学校一覧
括弧内は学校を運営する学校法人名である。学校によっては幼稚班を併設している所がある。

### 北海道・東北
- 北海道（設置者：学校法人北海道朝鮮学園）
  - 北海道朝鮮初中高級学校
- 宮城県（学校法人宮城朝鮮学園）
  - 東北朝鮮初中級学校

### 関東
- 東京都（学校法人東京朝鮮学園）
  - 朝鮮大学校
  - 東京朝鮮中高級学校
  - 東京朝鮮第一初中級学校
  - 東京朝鮮第四初中級学校
  - 東京朝鮮第五初中級学校
  - 西東京朝鮮第一初中級学校
  - 西東京朝鮮第二初中級学校
  - 東京朝鮮第二初級学校
  - 東京朝鮮第三初級学校
  - 東京朝鮮第六初級学校
  - 東京朝鮮第九初級学校
- 神奈川県（学校法人神奈川朝鮮学園）
  - 神奈川朝鮮中高級学校
  - 横浜朝鮮初級学校
  - 川崎朝鮮初級学校
  - 南武朝鮮初級学校
- 埼玉県（学校法人埼玉朝鮮学園）
  - 埼玉朝鮮初中級学校・幼稚部
- 千葉県（学校法人千葉朝鮮学園）
  - 千葉朝鮮初中級学校
- 茨城県（学校法人茨城朝鮮学園）
  - 茨城朝鮮初中高級学校
- 群馬県（学校法人群馬朝鮮学園）
  - 群馬朝鮮初中級学校
- 栃木県（学校法人栃木朝鮮学園）
  - 栃木朝鮮初中級学校

### 中部・北信越
- 愛知県（学校法人愛知朝鮮学園）
  - 愛知朝鮮中高級学校
  - 東春朝鮮初級学校
  - 名古屋朝鮮初級学校
- 静岡県（学校法人静岡朝鮮学園）
  - 静岡朝鮮初中級学校
- 長野県（学校法人長野朝鮮学園）
  - 長野朝鮮初中級学校
- 岐阜県（学校法人岐阜朝鮮学園）
  - 岐阜朝鮮初中級学校
- 三重県（学校法人三重朝鮮学園）
  - 四日市朝鮮初中級学校

### 近畿
- 大阪府（学校法人大阪朝鮮学園）
  - 大阪朝鮮中高級学校
  - 北大阪朝鮮初級学校
  - 大阪朝鮮初級学校
  - 東大阪朝鮮初級学校
  - 南大阪朝鮮初級学校
- 兵庫県（学校法人兵庫朝鮮学園）
  - 神戸朝鮮高級学校
  - 神戸朝鮮初中級学校
  - 西播朝鮮初中級学校
  - 尼崎朝鮮初中級学校
  - 西神戸朝鮮初級学校
  - 伊丹朝鮮初級学校
- 京都府（学校法人京都朝鮮学園）
  - 京都朝鮮中高級学校
  - 京都朝鮮初級学校
  - 京都朝鮮第二初級学校
- 滋賀県（学校法人滋賀朝鮮学園）
  - 滋賀朝鮮初級学校
- 和歌山県（学校法人和歌山朝鮮学園）
  - 和歌山朝鮮初中級学校

### 中国・四国
- 広島県（学校法人広島朝鮮学園）
  - 広島朝鮮初中高級学校
- 岡山県（学校法人岡山朝鮮学園）
  - 岡山朝鮮初中級学校
- 山口県（学校法人山口朝鮮学園）
  - 山口朝鮮初中級学校
- 愛媛県（学校法人愛媛朝鮮学園）
  - 四国朝鮮初中級学校

### 九州
- 福岡県（学校法人福岡朝鮮学園）
  - 九州朝鮮中高級学校
  - 北九州朝鮮初級学校
  - 福岡朝鮮初級学校

### 1990年代以降の休廃校・及び統合
統合も実質的な休廃校となっている。
- 宮城県
  - 東北朝鮮初中高級学校《高級部のみ休校》
- 福島県（学校法人福島朝鮮学園）
  - 福島朝鮮初中級学校《休校》
- 神奈川県
  - 川崎朝鮮初中級学校《中級部が神奈川朝鮮中高級学校と合併》
  - 鶴見朝鮮初級学校《廃校》
  - 横須賀朝鮮初級学校《廃校》
- 埼玉県
  - 埼玉朝鮮幼稚園《埼玉朝鮮初中級学校に統合》
- 愛知県
  - 愛知朝鮮第九初級学校《廃校》
  - 豊橋朝鮮初級学校《廃校》
  - 愛知朝鮮第七初級学校《休校?》
- 新潟県
  - 新潟朝鮮初中級学校《休校》
- 福井県
  - 北陸朝鮮初中級学校《休校》
- 岐阜県
  - 東濃朝鮮初中級学校《愛知・東春朝鮮初中級学校に統合》
- 大阪府
  - 堺朝鮮初級学校《西大阪朝鮮初級学校に統合》
  - 西大阪朝鮮初級学校《泉州朝鮮初級学校と統合、南大阪朝鮮初級学校に》
  - 泉州朝鮮初級学校《閉校 西大阪朝鮮初級学校に統合、南大阪朝鮮初級学校に》
  - 東大阪朝鮮中級学校《大阪朝鮮高級学校と統合、大阪朝鮮中高級学校に》
  - 中大阪朝鮮初級学校《生野朝鮮初級学校、大阪朝鮮第四初級学校と統合、大阪朝鮮初級学校に》
  - 大阪福島朝鮮初級学校《北大阪朝鮮初中級学校、城北朝鮮初級学校と統合、北大阪朝鮮初級学校に》
  - 大阪朝鮮第四初級学校《生野朝鮮初級学校、中大阪朝鮮初級学校と統合、大阪朝鮮初級学校に》
  - 城北朝鮮初級学校《北大阪朝鮮初級学校、大阪福島朝鮮初級学校と統合、北大阪朝鮮初級学校に》
  - 生野朝鮮初級学校《大阪朝鮮第四初級学校、中大阪朝鮮初級学校と統合、大阪朝鮮初級学校に》
  - 北大阪朝鮮初中級学校《大阪福島朝鮮初級学校、城北朝鮮初級学校と統合、北大阪朝鮮初級学校に》
- 兵庫県
  - 阪神朝鮮初級学校《尼崎朝鮮初中級学校に統合》
  - 宝塚朝鮮初級学校《伊丹朝鮮初級学校に統合》
  - 尼崎東朝鮮初級学校《休校》
  - 明石朝鮮初級学校《神戸朝鮮初中級学校に統合》
  - 高砂朝鮮初級学校《西播朝鮮初中級学校に統合》
  - 姫路朝鮮初級学校《西播朝鮮初中級学校に統合》
  - 西脇朝鮮初級学校《神戸・西播朝鮮初中級学校に統合》
- 京都府
  - 舞鶴朝鮮初中級学校《休校》
  - 京都朝鮮第一初級学校《休校》
- 奈良県
  - 奈良朝鮮初級学校《休校》
- 山口県
  - 山口朝鮮高級学校《休校》
  - 下関朝鮮初中級学校《「宇部」と統合し山口朝鮮初中級学校に》
  - 宇部朝鮮初中級学校《「下関」と統合し山口朝鮮初中級学校に》
  - 徳山朝鮮初中級学校《休校》
- 島根県
  - 山陰朝鮮初中級学校《岡山朝鮮初中級学校に統合》
- 福岡県
  - 筑豊朝鮮初級学校《北九州朝鮮初級学校に統合》
  - 小倉朝鮮幼稚園《休園》